# 吴登昌
吴登昌（1951年9月—），男，辽宁海城人，中华人民共和国政治人物。中南矿冶学院（今中南大学）冶金管理专业毕业，中共中央党校经济学专业在职研究生学历。

## 生平
1972年12月加入中国共产党。历任攀钢焦化厂党委副书记、书记，攀枝花市委常委、宣传部部长、副市长、市委副书记、代市长、市长，宝鸡市委副书记、市长、市委书记、市人大常委会主任等职。2006年4月任陕西省人民政府副省长，2012年1月辞职。